# Fazekas Hills
Fazekas Hills är en kulle i Antarktis. Den ligger i Östantarktis. Nya Zeeland gör anspråk på området. Toppen på Fazekas Hills är 1 706 meter över havet, eller 359 meter över den omgivande terrängen. Bredden vid basen är 2,3 km.
Terrängen runt Fazekas Hills är huvudsakligen kuperad, men västerut är den bergig. Trakten är obefolkad. Det finns inga samhällen i närheten.